# Benjamin Patch

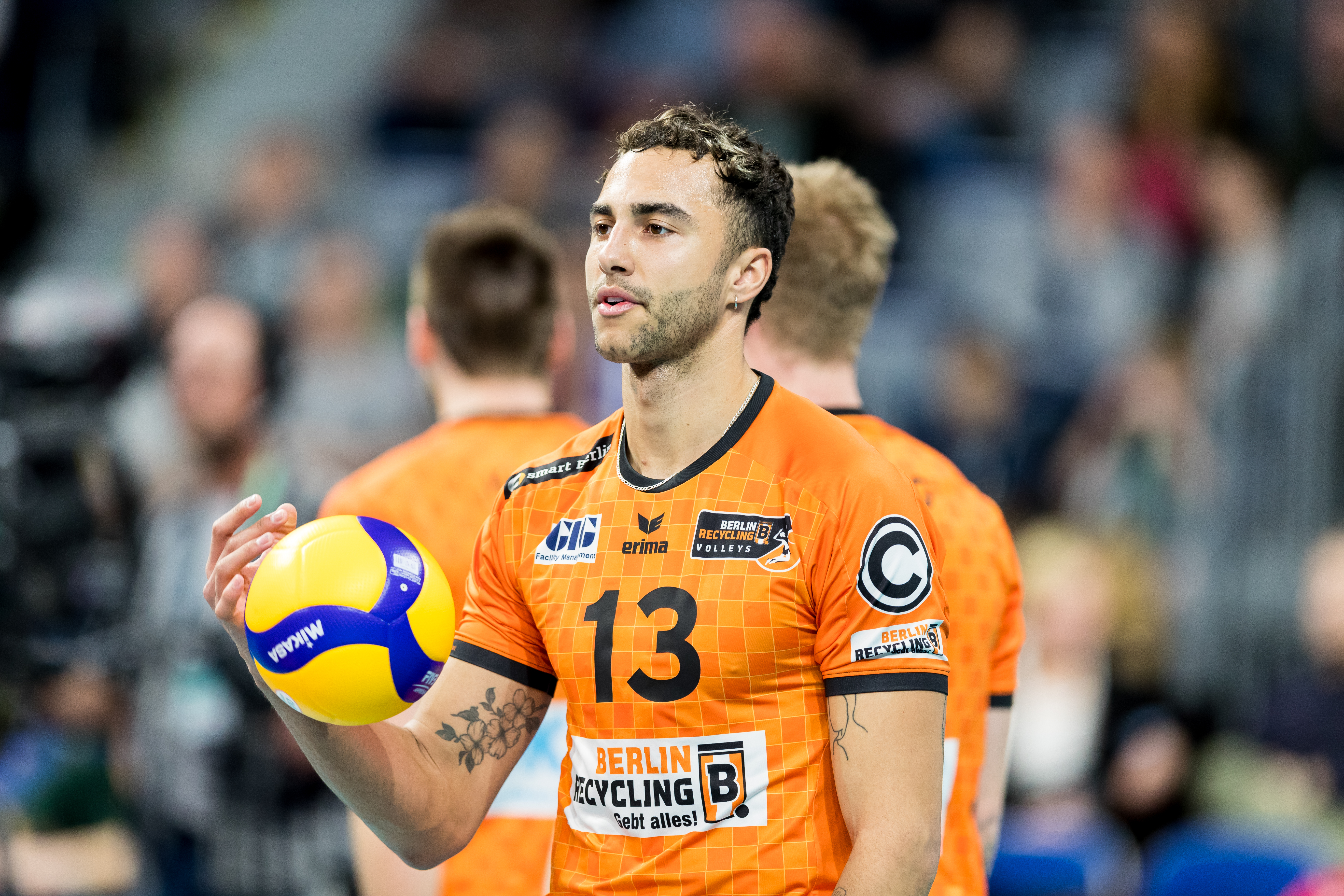
Benjamin Patch podczas finału Pucharu Niemiec 2020

Benjamin Patch (ur. 21 czerwca 1994 w Layton) – amerykański siatkarz, grający na pozycji atakującego. Reprezentant kraju.

## Sukcesy klubowe
Mistrzostwa NCAA:
- 2016, 2017

Mistrzostwo Niemiec:
- 2019, 2021, 2022[3]

Superpuchar Niemiec:
- 2019, 2020, 2021

Puchar Niemiec:
- 2020

## Sukcesy reprezentacyjne
Puchar Panamerykański Kadetów:
- 2011

Mistrzostwa Ameryki Północnej, Środkowej i Karaibów Juniorów:
- 2012

Mistrzostwa Ameryki Północnej, Środkowej i Karaibów:
- 2017

Liga Narodów:
- 2019
- 2018

Mistrzostwa Świata:
- 2018

Puchar Świata:
- 2019

## Nagrody indywidualne
- 2012: MVP Mistrzostw Ameryki Północnej, Środkowej i Karaibów Juniorów[4]
- 2020: MVP finału Pucharu Niemiec
- 2021: MVP Superpucharu Niemiec